# 日本衛生材料工業連合会
一般社団法人日本衛生材料工業連合会（にほんえいせいざいりょうこうぎょうれんごうかい、略称・日衛連　英文名称Japan Hygiene Products Industry Association.）は、衛生材料関連の業界団体。元厚生労働省所管。

## 概要
- 本部所在地 - 〒105－0012 東京都港区浜松町2-8-14 浜松町TSビル9F
- 設立 - 1950年（昭和25年）12月28日
- 会長 - 高原豪久（ユニ・チャーム株式会社代表取締役社長）
- 会員 - 正会員186社、賛助会員30社
- 委員会 - 総務委員会、財務委員会、広報委員会、環境委員会、法制委員会、技術委員会
- 事業内容

衛生材料に関する調査研究および製造事業者に対する指導、衛生思想に関する啓発、抗菌に関する自主基準の制定・抗菌マークの運用など。

## 構成団体
- 全国衛生材料工業会

ガーゼ、包帯、脱脂綿など繊維製衛生材料分野における諸活動を行う。会長は長谷川浩（株式会社長谷川綿行代表取締役社長）。
- 全国紙製衛生材料工業会

紙おむつ、生理用品など紙製衛生材料分野における諸活動を行う。会長は古山陽子（P&Gジャパン執行役員リーガル&ガバメントリレーションズ）。
- 全国救急絆創膏工業会

救急絆創膏分野における諸活動を行う。会長は須藤孝志（ニチバン株式会社代表取締役専務取締役）。
- 日本清浄紙綿類工業会

WWマークの認定など、ウェットティッシュ、紙おしぼりなどの分野における諸活動を行う。会長は大崎将男（オオサキメディカル株式会社代表取締役社長）。
- 全国マスク工業会

2005年3月24日に設立され、マスクに関する自主基準の制定などの諸活動を行う。会長は横井昭（横井定株式会社代表取締役社長）。

## 沿革
- 1950年12月28日 - 社団法人日本衛生材料工業会として設立
- 1973年12月25日 - 全国衛生材料協議会（1986年に全国衛生材料工業会に改称）と日本衛生紙綿懇話会（1983年に全国紙製衛生材料工業会に改称）との連合体に改組、社団法人日本衛生材料工業連合会に改称。
- 1992年 - 全国救急絆創膏工業会が加盟。
- 2001年 - 日本清浄紙綿類工業会が加盟。
- 2005年 - 全国マスク工業会が加盟。
- 2013年 - 一般社団法人に移行。一般社団法人日本衛生材料工業連合会に改称。